# Йоахим фон Бредов (епископ)
Йоахим фон Бредов (на немски: Joachim von Bredow; † 22 май 1507) е благородник от род Бредов в Бранденбург, като Йоахим I епископ на Бранденбург (1485 – 1507).

## Живот
Той е най-малкият син на рицар, хауптман на Марк Бранденбург Хасо II фон Бредов († сл. 1438) и съпругата му Хедвиг фон Алвенслебен (* ок. 1410), дъщеря на Йохан фон Алвенслебен († пр. 1427) и на Берта (* ок. 1382).
През 1461 г. Йоахим следва в университета в Лайпциг. През 1468 г. той е член на дворцовия съвет на бранденбургския епископ Дитрих IV/Дитрих фон Щехов († 1472). От 30 юли 1483 г. той е домхер на Бранденбург. След смъртта на епископ Арнолд фон Бургсдорф († 17 юни 1485) той е избран 1485 г. за негов наследник. На 14 октомври 1485 г. папата Инокентий VIII одобрява избора му. На 16 април 1486 г. той е коронован в катедралата на Бранденбург.
От 1505 г. епископ Йоахим I е тежко болен. Той умира на 22 май (или вероятно на 29 май) 1507 г. и е погребан в катедралата на Бранденбург.